# سيمون ميتشيل
سيمون ميتشيل (بالإنجليزية: Simon Mitchell)‏ هو مستكشف أسترالي ونيوزيلندي، ولد في 1958.